# Carolina Torres
Carolina Torres Silva (Matosinhos, Porto 8 de Janeiro de 1989) é uma cantora, apresentadora de televisão e atriz portuguesa.
Foi concorrente da 3.ª edição do programa Ídolos, terminando a competição em 6.º lugar.

## Vida e carreira

### 1989-2008: Infância e adolescência
Carolina Torres Silva quando era pequena era muito chegada à mãe solteira, Cláudia Torres, com a qual vivia na freguesia da Maia, município da Maia, costumando cantar com ela com colheres de pau e imitando tudo o que ouvia na televisão e na rádio. Sempre foi ligada à música e à apresentação, participando em vários programas musicais, como o Mini Chuva de Estrelas.
Em 2004, com 15 anos, participou no desafio Singstar do programa Curto Circuito e em 2009 tentou a sua sorte no casting mas não conseguiu ser selecionada. Carolina estudou no Porto na Escola Soares dos Reis. Depois, mudou-se para Vila Real, para estudar Ciências da Comunicação na Universidade de Trás-os-Montes e Alto Douro.

### 2009-2010:Ídolos
Carolina participou na 3.ª edição do Ídolos. Fez o casting no Porto, cantando "Cão Muito Mau" dos Boitezuleika e "Can't Buy Me Love" dos Beatles. Foi elogiada pelo seu sentido de entretenimento e carisma. Passou e foi para Lisboa para a fase do Auditório dos Oceanos. Na fase dos grupos cantou "Ain't No Sunshine" com o seu amigo Filipe Pinto e Marco Moura. O júri disse que foi a pior dos três, pois teve vários acidentes de percurso. Apesar disso passou. Na fase do piano, cantou "Amanhecer" de Susana Félix. Apesar desta fase não lhe ter corrido muito bem, o júri passou-a para as Galas e tornou-se uma dos 15 finalistas. Na primeira gala, disse que subir ao palco representava "um novo tudo" e cantou "Respect" de Aretha Franklin. O júri disse que provou que merecia estar no gupo dos finalistas. Na segunda gala cantou "Feeling Good" dos Muse. Na terceira gala cantou "Psycho Killer" dos Talking Heads e dedicou-a aos políticos, dizendo que o mundo precisa de paz. Na quarta gala, dedicada a Michael Jackson, cantou Earth Song. O júri considerou a escolha muito inteligente e que fugia àquilo que ela costumava cantar. Apesar disso, ficou no grupo dos menos votados, mas não saiu. Na quinta gala, fez o que muitos consideram a sua melhor actuação, cantando a mesma música do casting ("Cão Muito Mau" dos Boite Zuleika); o júri gostou da sua energia própria e teatralidade. A sexta gala foi a última onde cantou "Boys Don´t Cry" dos Cure e foi eliminada.
A partir do dia 13 de Março, embarcou na digressão Idolomania com os restantes finalistas onde cantou "Psycho Killer" e "Big Spender" com Inês Laranjeira.

### 2010-2013: Curto Circuito
Depois de sair do Ídolos, Carolina apareceu no programa de Fátima Lopes, Vida Nova para surpreender o seu amigo Filipe Pinto. No final da entrevista, Pedro Boucherie Mendes, coordenador dos canais temáticos da SIC, apareceu e fez-lhe a proposta de apresentar o programa Curto Circuito (SIC Radical), proposta à qual Carolina reagiu positivamente, mas ainda visivelmente atordoada com o que lhe estava a acontecer. No dia 11 de Fevereiro de 2010 estreou-se no programa como apresentadora ao lado de Diogo Valsassina, João Manzarra, Rui Maria Pêgo e Diana Bouça-Nova. Apresentou os diários do Festival MEO Sudoeste, em 2013, foi repórter do programa "X-Factor" e apresentou o programa "Poker Vip", da SIC.
Foi uma das comentadoras do Esquadrão do Amor, no Canal Q, e teve imenso sucesso com o projeto musical "Milkshake", em livestreaming, em 2015.

### 2013 - Splash
Participação na segunda temporada do Splash! Celebridades.

### 2013 - Cante Se Puder
Participação especial.

### 2013 - X Factor
Tem agora o papel de entrevistadora no X Factor Extra.

### 2014 - Poker VIP e Vodafone Rock in Rio
Apresentou o programa "Poker Vip", da SIC e foi um dos membros do júri da Vodafone Casting para Rock in Rio.

### 2015 - 2016: CC All Stars
Apresentou o programa CC All Stars, na SIC Radical.

### 2016 - A Tua Cara não me é Estranha
Em 2016, Carolina Torres deixa a SIC e ingressa na TVI. A 22 de outubro de 2016, estreia-se como concorrente da 4.ª edição do programa [A Tua Cara não me é Estranha (4.ª edição)|A Tua Cara não me é Estranha]].

### 2017 - Espelho d'Água
Interpreta a personagem Inês Reis na telenovela Espelho d'Água da SIC.

## Televisão
| Ano        | Projeto                                     | Papel           | Notas                                                    | Canal       |
| 1996       | Mini-Chuva de Estrelas                      | Ela Própria     | Concorrente                                              | SIC         |
| 1999       | Cantigas da Rua                             | Ela Própria     | Concorrente                                              | SIC         |
| 2009       | Ídolos (3.ª edição)                         | Ela Própria     | Concorrente                                              | SIC         |
| 2010- 2012 | Curto Circuito                              | Ela Própria     | Apresentadora de coberturas de alguns festivais de verão | SIC Radical |
| 2010- 2013 | Curto Circuito                              | Ela Própria     | Apresentadora                                            | SIC Radical |
| 2010- 2013 | Super Bock Super Rock                       | Ela Própria     | Apresentadora                                            | SIC         |
| 2012- 2014 | Rock in Rio Lisboa                          | Ela Própria     | Apresentadora                                            | SIC         |
| 2013       | Splash! Celebridades                        | Ela Própria     | Concorrente                                              | SIC         |
| 2013       | MEO Sudoeste                                | Ela Própria     | Apresentadora                                            | SIC         |
| 2013       | Fator X                                     | Ela Própria     | Apresentadora do Fator Extra e do Minuto Factor X        | SIC         |
| 2014       | Poker VIP                                   | Ela Própria     | Apresentadora                                            | SIC         |
| 2015       | Esquadrão do Amor                           | Ela Própria     | Comentadora                                              | Canal Q     |
| 2015- 2016 | Curto Circuito                              | Ela Própria     | Apresentadora                                            | SIC Radical |
| 2016       | A Tua Cara Não Me É Estranha (4.ª edição)   | Ela Própria     | Concorrente                                              | TVI         |
| 2017       | Espelho d'Água                              | Inês Reis       | Elenco Principal                                         | SIC         |
| 2020- 2021 | O Clube                                     | Irina Balanchuk | Protagonista                                             | SIC         |
| 2022       | Play - Prémios da Música Portuguesa         | Ela Própria     | Apresentadora, ao lado de Filomena Cautela               | RTP1        |
| 2022       | A Série                                     | Amiga na Festa  | Elenco Adicional                                         | RTP1        |
| 2023       | Dança Comigo                                | Ela Própria     | Concorrente                                              | RTP1        |
| 2025       | MasterChef Portugal - Especial Celebridades | Ela Própria     | Concorrente                                              | RTP1        |

## Cinema
| Ano  | Nome                        | Personagem | Realização  |
| 2009 | Star Crossed – Amor em Jogo | Leonor     | Mark Heller |

## Teatro
| Ano  | Nome/Autor           | Personagem | Produção/Encenação          |
| 2016 | “A Bela e o Monstro” | Bela       | AM Live                     |
| -    | Tchecov              | Principal  | Grupo de Teatro Florinfesta |
| -    | Raul Brandão         | Principal  | Grupo de Teatro Florinfesta |

## Música
| Ano  | Nome                                                          | Local                      |
| 2015 | Apresentadora: Milkshake by MeoMusic                          | Livestream / Vestigius Bar |
| 2014 | Membro do Júri – Vodafone Casting para Rock in Rio            | Vodafone Portugal          |
| 2010 | Tour: Idolomania                                              | 12 cidades de Portugal     |
| -    | In Chaos                                                      | Hard Rock Caffe            |
| -    | Festa Aniversário da revista VICE (DJ)                        | -                          |
| -    | Gala “Meios & Publicidade” com Miguel Mascarenhas na guitarra | Meios & Publicidade        |

## Eventos

### Enquanto Apresentadora
| Ano  | Evento                                 | Local           |
| 2014 | Novabase GameShifters 2014             | Novabase        |
| 2014 | Chegada do Pai Natal                   | Fórum Aveiro    |
| 2014 | Rock Battles                           | Fórum Coimbra   |
| 2014 | Indie Lisboa                           | Culturgest      |
| -    | 1º Aniversário                         | Dolce Vita Tejo |
| -    | -                                      | Chaminé d’Ouro  |
| -    | Apresentação de uma equipa basquetebol | Ilha Terceira   |